# Northrop XFT
El Northrop XFT fue un prototipo estadounidense de avión de caza de los años 30. Monoplano monomotor de ala baja, fue diseñado y construido para satisfacer una orden de la Armada de los Estados Unidos por un caza embarcado avanzado. Demostró un pobre manejo, y fue rechazado por la Armada, perdiéndose el único prototipo en un accidente. Una variante, el Northrop 3A, tampoco tuvo éxito.

## Diseño y desarrollo

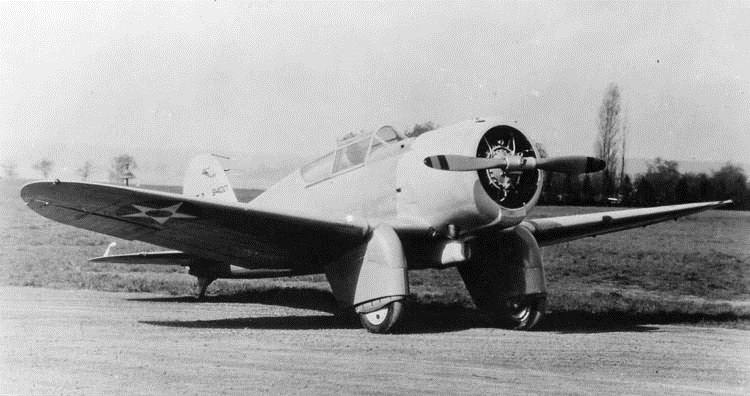
El XFT-2.

A comienzos de los años 30, la Armada de los Estados Unidos estaba interesada en investigar el uso de modernos monoplanos como aviones de caza, para reemplazar a los biplanos que equipaban a sus escuadrones de caza. En diciembre de 1932, ordenó el XF7B de Boeing, y basado en las impresionantes prestaciones de los Gamma y Delta de Northrop, ambos monoplanos con recubrimiento sometido a esfuerzos, realizó un encargo el 8 de mayo de 1933 a Northrop, por un único caza prototipo, designado XFT-1.
El avión resultante, que fue diseñado por un equipo liderado por Ed Heinemann, se parecía a un Northrop Delta a menor escala. Era un monoplano de ala baja, de construcción con recubrimiento sometido a esfuerzos totalmente metálico. Tenía un tren de aterrizaje fijo de rueda de cola con sus ruedas principales equipadas con carenados aerodinámicos de pantalón. El piloto se sentaba en una cabina cerrada con cubierta deslizante. Estaba equipado con un único motor radial Wright R-1510.
El XFT-1 voló por primera vez el 16 de enero de 1934, siendo entregado en la NAS Anacostia a la Armada, para evaluación. A pesar de que era el caza más rápido probado hasta el momento por la Armada de los Estados Unidos, sus características de manejo eran pobres. Aunque fue equipado con flaps para reducir su velocidad de aterrizaje, era difícil de controlar a baja velocidad, y tenía una pobre visibilidad hacia delante, serios problemas para un avión que se suponía que iba a operar desde portaaviones. Sin embargo, su más serio problema era su comportamiento mientras giraba, donde la cola sufría vibraciones severas. En febrero de 1934, el piloto de pruebas Vance Breese aterrizó sin autorización el prototipo XFT-1 en Glendale, California, emplazamiento del Curtiss Wright Technical Institute, y se filtraron fotos del XFT-1 al Janes AWA. Estaba equipado con un motor R-1510, más potente, en agosto de 1934, pero esto no mejoró las prestaciones, y fue devuelto a Northrop para realizar más modificaciones, siendo equipado con superficies de cola mayores y un motor radial Pratt & Whitney R-1535 Twin Wasp Junior, siendo redesignado XFT-2.
El XFT-2 fue entregado de nuevo en Anacostia en abril de 1936, donde se le encontró que, mientras que sus prestaciones sólo se habían mejorado ligeramente, su manejo era peor incluso que antes, y fue rechazado por la Armada de los Estados Unidos como no aeronavegable. Se ordenó que fuera devuelto a Northrop, e ignorando las instrucciones para enviar el avión de vuelta a la Factoría de Northrop en El Segundo, un piloto de pruebas intentó devolver el XFT-2 a California en vuelo, entrando el avión en barrena y estrellándose cuando cruzaba los Montes de Allegheny, el 21 de julio de 1936.
El diseño formó la base del Northrop 3A, casi idéntico al XFT excepto por un tren de aterrizaje retráctil, que voló por primera vez en 1935. Fue otro fracaso, teniendo tendencia a realizar barrenas involuntarias. Después de que el 3A y su piloto de pruebas, el teniente Frank Scare, desaparecieran sin dejar rastro en un vuelo sobre el Océano Pacífico, frente a la costa de California, el 30 de julio de 1935, Northrop abandonó el proyecto 3A y vendió sus planos a la Chance Vought Aviation.

## Variantes
XFT-1
Prototipo inicial de este caza naval equipado con un motor radial Wright Whirlwind.
XFT-2
XFT-1 redesignado como XFT-2 después de algunas modificaciones importantes y equipado con un motor Pratt & Whitney R-1535 Twin Wasp Junior.
Northrop 3A
Desarrollo posterior del FT como caza terrestre, casi idéntico al XFT excepto por el tren de aterrizaje retráctil.
Vought V-143
Desarrollo por Vought después de la compra del diseño del Northrop 3A.
Vought V-150
El V-143 equipado con un motor R-1535 de 391 kW (525 hp).
Vought AXV
Designación dada por el Servicio Aéreo de la Armada Imperial Japonesa, al V-143 evaluado en Japón.

## Especificaciones (XFT-1)
Referencia datos: McDonnell Douglas Aircraft since 1920

### Características generales
- Tripulación: Uno (piloto)
- Longitud: 6,7 m (21,9 ft)
- Envergadura: 9,8 m (32 ft)
- Altura: 2,9 m (9,4 ft)
- Superficie alar: 16,4 m² (176,5 ft²)
- Peso vacío: 1120 kg (2468,5 lb)
- Peso cargado: 1704 kg (3755,6 lb)
- Peso máximo al despegue: 1816 kg (4002,5 lb)
- Planta motriz: 1× motor radial de 14 cilindros refrigerado por aire Wright R-1510-26.
  - Potencia: 466 kW (642 HP; 634 CV)

### Rendimiento
- Velocidad máxima operativa (Vno): 378 km/h (235 MPH; 204 kt) a 1380 m (6000 pies)
- Alcance: 1570 km (848 nmi; 976 mi)
- Techo de vuelo: 8075 m (26 493 ft)
- Tiempo a altitud: 2,6 min para 1830 m (6000 pies)

### Armamento
- Ametralladoras: 

  - 2x Browning M1919 de 7,62 mm
- Bombas: 

  - 2 de 52,6 kg

## Aeronaves relacionadas

### Desarrollos relacionados
- Northrop Delta

### Aeronaves similares
- Boeing XF7B

### Secuencias de designación
- Secuencia F_T (Cazas de la Armada estadounidense, 1922-1962 (Northrop, 1933-1937 y 1944-1962)): FT - F2T